# Поду Мунчи (Бузау)
Поду Мунчи (рум. Podu Muncii) насеље је у Румунији у округу Бузау у општини Винтила Вода. Oпштина се налази на надморској висини од 318 m.

## Становништво
Према подацима из 2002. године у насељу је живело 427 становника, од којих су сви румунске националности.